# Les Lois
Pour les articles homonymes, voir Lois.
Les Lois (en grec ancien : Νόμοι / Nόmoi) est le titre du dernier des dialogues de Platon, après le Philèbe. C’est aussi le plus long des dialogues platoniciens et le seul où Socrate n’apparaît pas. Selon André Laks, il peut être lu comme « le premier traité de philosophie politique de la tradition occidentale ».
Dans les Définitions du pseudo-Platon, le mot « Loi » est défini comme la « décision politique du grand nombre, qui vaut sans limitation dans le temps » (415 b-c). Platon, dans ce dialogue, tout comme dans La République, traite de la meilleure constitution politique. Il imagine dans les Lois la constitution de la cité la meilleure possible, en proposant pour modèle à ses dirigeants le juste selon les dieux. Ce modèle est l'image qu’ils doivent suivre pour unifier la cité et la rendre entièrement vertueuse. Cette cité idéale n’est cependant pas totalement utopique. Dans les Lois, Platon est plus empirique que dans La République puisqu'il examine des constitutions réelles et propose une description très détaillée d'une constitution aussi juste que possible. Dans ce dialogue, trois vieillards discutent de la valeur de la constitution de plusieurs cités. Les punitions des lois infligées aux êtres vivants ne doivent pas être inférieures à celles des Enfers (881 b) et vont d'une amende de 20 drachmes à une mine.
L'éducation à Sparte négligeait l'âme et ne s'occupait que du corps ; aussi la politique de domination, la passion guerrière et l'immoralité des femmes furent sévèrement jugées par Platon. Tout au long de son œuvre, Platon a dénoncé les excès de l'oligarchie, où les riches dominent les pauvres, et ceux de la démocratie, entendue au sens de démagogie populaire, où les pauvres tentent de dominer les riches. Dans le Livre VIII de La République, il examine un régime original : la timocratie, régime où la population est divisée en classes sociales strictement délimitées ayant chacune des prérogatives propres et où dominent l’ambition et l’amour des honneurs. 
Lorsque Platon mourut à Athènes, en 348 / 347 av. J.-C., il rédigeait Les Lois, et ne put donc pas éditer lui-même l’ouvrage, ce qui explique les quelques défauts qui peuvent subsister dans le style ou la composition ; ainsi, on a pu penser que le livre XII était inachevé, mais ce jugement est sujet à discussion, d'autant que d'aucuns considèrent l’Épinomis comme le treizième livre des Lois. Il est vraisemblable que Philippe d'Oponte dut se charger de la première édition des Lois. Zénon de Kition avait écrit Contre les Lois de Platon.

## Présentation générale

### Cadre et personnages

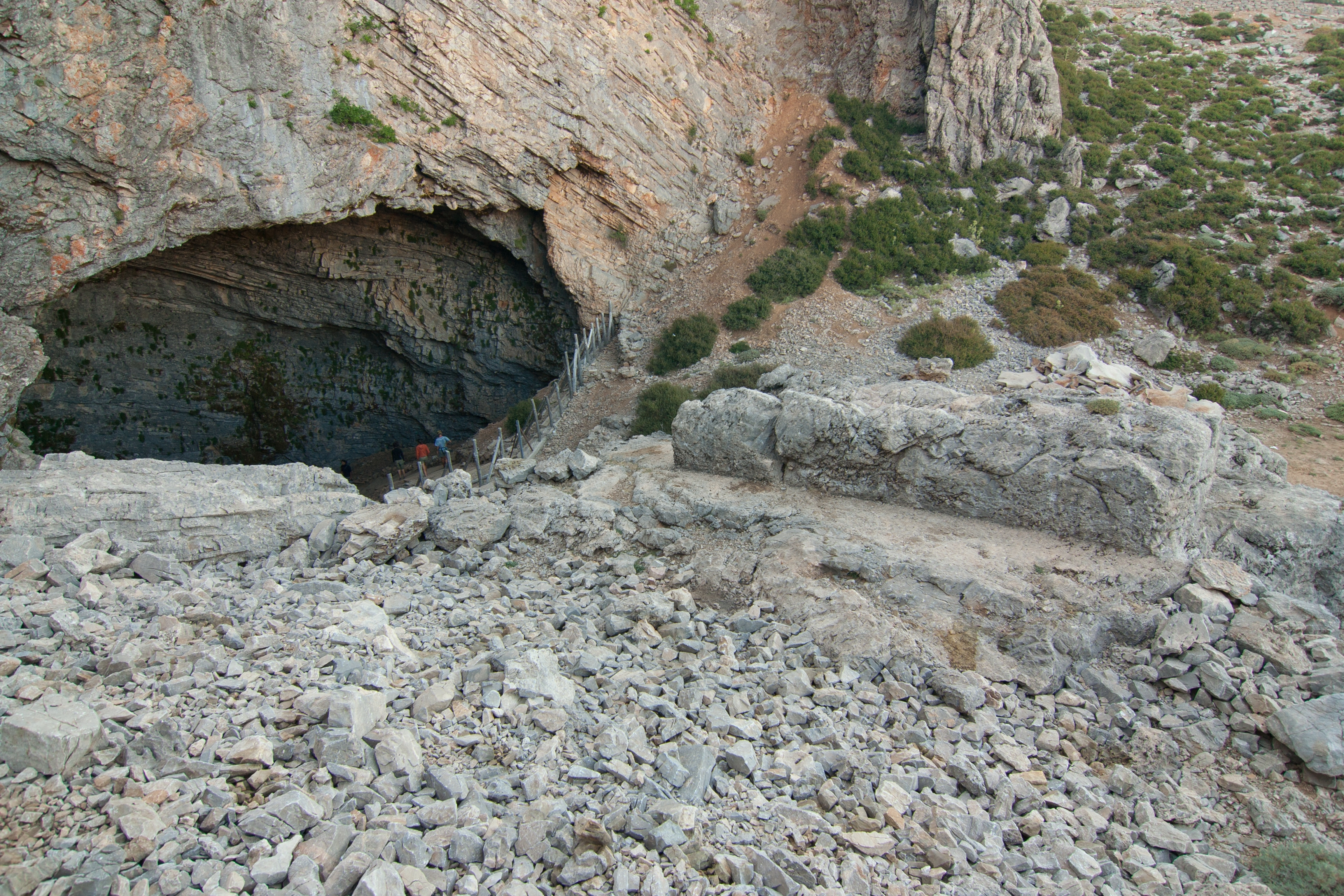
La grotte de Zeus et son sanctuaire sur le mont Ida, en Crète, furent un lieu de culte dans l’antiquité.

Un vieillard étranger, dit l'Athénien, est en route pour se rendre de Cnossos à l’antre et au sanctuaire de Zeus en Crète (625 b) ; dans cet Athénien anonyme, les commentateurs les plus anciens ont pensé reconnaître Platon parce qu’il est en mesure de critiquer aussi bien les institutions de Grèce et de Lacédémone que celles de la Callipolis platonicienne ; mais ce personnage anonyme, rompu aux discussions philosophiques, pourrait aussi représenter Socrate qui, n’ayant jamais quitté Athènes, sauf pour de courtes expéditions militaires, ne pouvait paraître ici. Ce vieillard d’Athènes est accompagné du Lacédémonien Mégillos et du Crétois Clinias, que l'on retrouve également dans l’Épinomis. Il n'a aucun rapport avec les autres Clinias des dialogues platoniciens, qui sont d'Athènes : ce Crétois n'est pas connu, tout au plus sait-on qu'il descendrait d'Épiménide et qu’il est citoyen de la colonie lacédémonienne de Cnossos, en Crète. La Crète fournit ainsi le cadre le plus approprié pour ce dialogue sur « la constitution et les lois », puisque les lois de Minos et du spartiate Lycurgue sont les plus célèbres pour leur sagesse et leur antiquité. Le chemin que suivent ces trois personnages correspond au parcours que Minos passait pour avoir accompli tous les neuf ans pour recevoir, à travers des oracles, l’enseignement de Zeus (624 a-b).

### Plan desLois
L’exposé des douze livres des Lois progresse logiquement du plus général au plus particulier. Après une introduction générale qui occupe les trois premiers livres, Platon étudie dans les livres IV-VIII l’organisation de la Cité nouvelle qui sera édifiée. Les quatre derniers livres (IX-XII) contiennent un code législatif détaillé, portant sur les dispositions civiles, pénales et administratives de la Cité. Le dialogue s’achève sur une conclusion générale consacrée à l’organe suprême de gouvernement.

#### Introduction
Les trois premiers livres constituent une introduction générale au thème du dialogue : il s’agit de découvrir quelle est la meilleure façon d’administrer une cité, et pour l’individu, la meilleure façon de conduire sa vie. À la question soulevée dans les livres I-II : Quelle est la finalité des lois ?, la réponse réside dans la vertu totale et non dans le seul courage. La démonstration passe par une définition de l’éducation civique ou paideia fondée sur le célèbre mythe des marionnettes. Ainsi est traité, entre autres, le thème de l’éducation par le jeu réglé et mesuré, c’est-à-dire par la musique et la danse, et par les banquets. La musique et la danse font partie de l’éducation des enfants et des jeunes gens au-dessous de trente ans. Seuls les hommes de plus de quarante ans se réuniront en banquets, sous l’autorité de chefs du chœur âgés de plus de soixante ans. Dans l’opposition entre l’ionisme de l’Athénien et la vision dorienne du Lacédémonien, ces banquets sont le point de friction le plus vif. Les deux premiers livres traitent également de l’idéal de paix qui, pour ne pas tomber dans le danger du pacifisme aveugle et du désarmement, doit se maintenir par la force militaire et la vigilance.
Le livre III soulève une seconde question générale : quelles sont les conditions de l’autorité des lois ? La thèse de la division des pouvoirs et d’une constitution mixte est alors développée dans une histoire comparée des constitutions, de leurs origines depuis le déluge jusqu’à ce que Platon appelle « une fâcheuse théâtrocratie » athénienne (701 a). Cette histoire hypothétique, depuis qu’il y a des communautés humaines, s’accomplit par cycles répétitifs obéissant aux mêmes lois, à travers des vicissitudes morales et politiques : les destructions périodiques de l’humanité par le feu ou par l’eau sont suivies de lentes reconstitutions du savoir et des acquis sociaux et politiques. Platon évoque trois structures sociales successives : le patriarcat tel que le pratiquent les Cyclopes d’Homère, le pouvoir des chefs de famille dans l’aristocratie et la royauté, et les cités des plaines comme Troie. Après la chute de Troie, et l’invasion dorienne, il montre que l’ignorance de la grande loi de la mesure (en grec, τὸ μέτριον), ruina la constitution et les lois d’Argos et de Messène. À Lacédémone, trois réformes progressives assurèrent le salut de la royauté : une autorité royale d’abord partagée entre deux fils jumeaux, puis l’institution de vingt-huit gérontes par Lycurgue, enfin l’institution des éphores. Platon vise ainsi à montrer que les conditions d’excellence d’une constitution et des lois résident dans un mélange de liberté et d’autorité, loin de la perversion inhérente au pouvoir absolu. Il souligne à maintes reprises les trois conditions nécessaires à la perfection de toute cité et de toute constitution : amitié mutuelle, prudence et liberté, en grec φιλία, φρόνησις, ἐλευθερία (693 c- 694). À la fin du livre III, Platon énonce l’intention suivante : « Édifions en théorie une Cité dont nous nous supposerons les premiers fondateurs » (702 d). Cette cité nouvelle nommée Magnésie, la cité des Magnètes, est envisagée au moment où, par chance, Clinias s’apprête à promulguer les lois de la colonie que la plus grande partie de la Crète se prépare à fonder. Ici prend fin la préface aux Lois.

#### Organisation de la cité et hiérarchie des biens
À partir du livre IV, sont étudiées toutes les questions générales d’organisation de la cité nouvelle : son emplacement à environ 80 stades de la côte, sa « fondation en essaim par une seule race de colons » (708 b), son tyran plein de modération et de sagesse, son « gouvernement divin » dont le substitut est la loi conçue par l’intelligence la plus affranchie de toute passion. Cette loi exclura le droit du plus fort pour ne viser que le bien commun, en servant « Dieu, commencement, fin et centre de toutes choses » (715 e -716 a). Comme l’orateur et le musicien, le législateur usera de persuasion et de contrainte dans le préambule des lois.
Les généralités sur la hiérarchie des biens des citoyens tiennent encore la plus grande place dans le livre V : la primauté de l’âme est fortement affirmée, et son excellence réside dans sa parenté avec le bien et la poursuite de la vertu (728 a). La juste mesure, τὸ μέσον / to méson, le sentiment de la crainte respectueuse, αἰδώς / aïdôs, l’honneur rendu aux parents, aux amis et aux suppliants sont les biens les plus précieux à cultiver et à transmettre en héritage en en faisant la règle de notre propre vie. Dans l’idéal personnel, les plus hautes valeurs pour mener la vie la plus belle sont la vérité, le zèle pour la justice, le courage, la modération dans les succès comme dans les revers. Cette morale très haute tend à une perfection divine, mais elle se recommande parce que « la vertu assure une vie plus heureuse à tous points de vue » (734 d-e), en procurant non seulement une bonne réputation, mais aussi l’avantage que les hommes recherchent universellement, à savoir plus de plaisir et moins de douleur. La population de la Cité nouvelle sera fixée à 5 040 citoyens, chiffre idéal qui admet 59 diviseurs et se prête donc très bien au partage des terres en lots ; ceux-ci seront égaux et inaliénables (737 e). Des emplacements seront réservés pour le culte et les sanctuaires à fonder. La monnaie d’or et d’argent, les dots et le prêt à usure seront interdits aux particuliers ; seul le gouvernement disposera d’une monnaie commune à toute la Grèce pour les dépenses publiques et les besoins diplomatiques. C’est que le but du législateur est de rendre la cité aussi heureuse que possible et non pas riche et puissante ; car une grande vertu est incompatible avec une grande richesse (743 c) : Platon proclame ainsi à sa façon qu'on ne peut servir à la fois Dieu et Mammon. L’économie, excluant tout mercantilisme, sera donc uniquement agricole. Le plan d’urbanisme de la Cité comportera, au centre, une acropole consacrée à Hestia, Zeus et Athéna, et tout autour les 12 secteurs de la ville divisés en 5 040 lots (745 b-e).

#### Magistratures
Le livre VI étudie les parties essentielles du gouvernement, dont la constitution tient le milieu entre monarchie et démocratie, et applique le principe des deux égalités, égalité arithmétique et égalité géométrique (756 e - 758 a). 
On élit d’abord 37 gardiens des lois (ou nomophylax) chargés de garder les rôles administratifs où sera indiqué le montant de la fortune de chaque citoyen selon sa classe censitaire (754 d-e). Le Conseil sera composé de 360 bouleutes, dont un douzième sera de garde chaque mois sous le nom de prytanes. Les sanctuaires seront dotés de sacristains, prêtres, prêtresses et exégètes ; dans la ville, trois astynomes et cinq agoranomes veilleront à l’ordre public ; dans la campagne, les agronomes assureront la sûreté de circulation dans les chemins et le bon état des digues et canaux. Des intendants des gymnases et des écoles seront chargés de l’ordre et de l’instruction, pour les compétitions de musique, de lutte et les concours hippiques. Le premier magistrat de la Cité sera le directeur de toute l’éducation féminine et masculine ; il sera choisi parmi les meilleurs citoyens âgés d’au moins cinquante ans et restera en charge cinq ans (765 d-e - 766 c). En matière de droit civil, sont institués, par ordre croissant d’importance, l’arbitrage entre voisins, un tribunal et en dernier ressort une cour d’appel. En matière de droit public, le peuple tout entier sera juge mais l’instruction appartiendra à trois des plus hautes magistratures (768 a). Une législation réglementera les affaires religieuses, le mariage et la procréation, ainsi que les repas en commun, les syssities (771 d - 785 b).

#### Législation
Le livre VII réglemente le nourrissage et l’éducation des enfants. De trois à six ans, on laissera l’enfant s’adonner à des jeux, en le corrigeant sans l’humilier. Après six ans, garçons et filles s’exerceront séparément, en se servant aussi bien de la main droite que de la main gauche pour le maniement de l’arc, du javelot et des armes lourdes du futur hoplite (795 b). L’enseignement, gratuit, public et obligatoire, sera dispensé dans trois écoles et trois gymnases bâtis au centre de la cité (804 c), trois autres gymnases à l’extérieur des murs étant prévus pour les exercices hippiques ; cet enseignement s’adressera aux filles comme aux garçons, qui seront tous assujettis aux mêmes leçons et même entraînement. L’éducation inclura, pour le corps, la gymnastique — lutte et danse — et pour l’âme, la musique avec un apprentissage de la lyre et de la cithare sur des chants et danses à caractère religieux (813 a). Le programme comportera un enseignement littéraire et scientifique — arithmétique, métrétique et dimensions incommensurables, et astronomie — (818 a - 822 d), ainsi que la pratique de la seule chasse qui soit éducative à la bravoure, la chasse à courre avec chevaux et chiens (824 a).
Le livre VIII détaille les règles à respecter en matière de fêtes religieuses et des activités cultuelles et sociales 
qui les accompagnent : concours sportifs, concours de rhapsodie et de musique, mais aussi repas en commun, d’où une série de lois réglementant l’agriculture, l’artisanat et le commerce ainsi que la situation des étrangers établis (843 a - 850 c). À propos des sacrifices et des concours, Platon en vient à la question de l'attirance des jeunes gens et jeunes filles, et il condamne sévèrement la perversion des amours contre nature (836 a - e) : c’est que Les Lois visent à fonder une cité non pas idéale, mais vertueuse et humainement viable, assurant non seulement la fécondité mais aussi, « la sainteté du mariage », selon le mot même de Platon (ὁσίως ζῶσιν, 840 d) .
Le livre IX énonce les lois qui punissent les grands crimes : crimes contre les dieux, par exemple dans le pillage des temples, crimes contre la constitution par la sédition ou les factions qui suscitent la guerre civile, mais aussi trahison, vols, meurtres et violences, la distinction étant établie en ces matières entre délit intentionnel ou non intentionnel. 
Le livre X contient ce que l’on appelle souvent la théologie platonicienne. Pour préserver la nécessaire intégrité de la conscience commune des citoyens contre l’influence pernicieuse des impies et des mauvaises doctrines, Platon envisage une législation visant à réprimer l’athéisme, la négation de la providence et celle de l’incorruptibilité des dieux. Il s’agit aussi de sauver la justice en prouvant l’existence d’une divinité amie du droit. La question de l’impiété et de l’athéisme conduit à réfuter d’abord la cosmogonie d’Empédocle et à développer le rôle de l’âme comme principe universel de mouvement et de vie (884 a - 899 d) ; Platon démontre la parfaite justice de la providence divine (899 d - 907 d) et son incorruptibilité : les dieux ne sauraient devenir les complices de l’injustice triomphante à prix d’or et d’encens. Les peines encourues pour impiété et railleries à l’égard des dieux vont de l’admonestation à une amende réitérée ; contre les criminels qui sacrifient avec une âme impure et prétendent se concilier la complicité des dieux, la peine va de cinq ans d’emprisonnement en « maison de correction » (grec ancien : σωφρονιστήριον, sophronistérion), à la mort en cas de récidive (907 e - 910 d).
Le livre XI applique une réglementation au respect du bien d’autrui et de sa personne, biens matériels autant que biens vivants (esclaves, affranchis, animaux). Sont également réglementées les diverses conventions qui régissent les relations commerciales et les relations individuelles au sein de la famille et entre parents, y compris dans les cas de drogues, violences et maléfices (913 a -938 c).
Le livre XII, enfin, étudie la législation nécessaire pour toutes « les circonstances où les liens de la cité risquent de se délier, et les occasions de salut ou de perte que rencontre une cité » (945 c). Les délits contre l’État sont, entre autres : fraude et vol aux dépens du trésor public, désobéissance aux ordres du chef dans l’armée, abandon de ses armes, par lâcheté, sur le champ de bataille, fautes commises en service par les ambassadeurs, hérauts et militaires, cautionnement et biens contestés, corruption et procédures judiciaires. Les voyages à l’étranger ne seront autorisés qu’à de rares citoyens (théores), parmi les plus renommés à la guerre, envoyés en mission d’observation (951 c-d) par les gardiens des lois afin d’étudier les institutions étrangères ; les commerçants étrangers seront reçus dans la cité par les fonctionnaires préposés aux affaires commerciales, et le visiteur, venu d’une autre contrée, chargé d’une mission publique, devra être reçu aux frais de la cité par les stratèges, les hipparques et les taxiarques (953 b-c). Le dialogue s’achève sur la nécessité pour le Conseil suprême, ou Conseil nocturne des surveillants des lois (961 a-c), d’assurer le salut de la cité par la contemplation du but unique auquel on doive tendre, c’est-à-dire la vertu sous toutes ses formes, car elle est à la fois une et multiple.

## Rôle des lois
Selon Platon, les lois sont essentielles pour l'évolution et la cohésion dans la cité idéale, car l'homme ne possède pas de prédisposition à cultiver l'intérêt général dès la naissance, ainsi il est le premier philosophe à évoquer des règles possibles, un mode d'organisation ayant pour but de lutter contre la corruption et de faire naître la notion de devoir moral chez le citoyen, là où selon Sénèque, c'est la décadence des mœurs qui entraîne l'invention de lois, comme celles de Solon. Hésiode, dans Les Travaux et les Jours, développe le mythe de l'Âge d'or : la perfection de la race humaine se situe à l'origine, et le progrès technique est signe de décadence. 
Dans ses Lois, Platon classe la population en deux grandes catégories (les esclaves, les artisans et commerçants d'un côté, et les « gardiens de la cité » de l'autre) dont un « Conseil Nocturne » est à la tête. Cette société utopique serait statique, Platon considérant tout changement dans son organisation comme potentiellement subversif. Dans l’Épinomis, Platon expose le programme des membres du Conseil Nocturne, qui s'occupe d'astronomie mêlée à la théologie.

## Rôle de l’éducation
Le rôle de l'éducation y est défini comme primordial autant dans le domaine sportif que scolaire ; étudier n'est pas un droit mais un devoir dans la Cité idéale platonicienne, et ce, jusqu’à l'âge de 18 ans. Puis le jeune adulte est contraint d'effectuer l'éphébie pour une période de deux ans, après quoi il décidera ou non de la poursuite de ses études. S'il opte pour les continuer, il devra se soumettre à dix années de synthèse des connaissances précédentes et à l'étude de quatre domaines fondamentaux — l'arithmétique, la géométrie, l’astronomie et la science de l’harmonie — après quoi seulement ils pourront se consacrer à l'étude de la philosophie. Ce passage obligé par les sciences s'explique par l'intérêt que porte Platon pour celles-ci car elles sont formatrices pour l'esprit et permettent la compréhension et l'analyse des concepts. Enfin l'homme devra s'acquitter d'une quinzaine d'années de loyaux services dans l'armée ou l'administration afin de rejoindre l'appareil politique de la Cité. Dans ce dialogue, Platon critique la loi en tant que fondement de la légitimité, la reconnait comme étant nécessaire à la vie politique.

## Résumé

### Livre I
Ce livre I traite des institutions nécessaires au développement du courage militaire et à l’endurcissement contre la douleur (630 b). Clinias soutient que la guerre est la fin principale de la législation (625 e). L'Athénien riposte que le but du législateur est de mettre ce qui est bon à même de vaincre ce qui est mauvais (626 d). Il y a une hiérarchie des biens :
- Les biens extérieurs (richesse, honneur, pouvoir) et les biens du corps (santé, beauté, vigueur, adresse) sont les biens mineurs ou humains (τὰ ἀνθρώπινα, τὰ ἐλάττονα) ;
- Les biens de l'âme (intelligence, sagesse, justice, courage et tempérance) sont les biens divins (τὰ θεῖα) (631 b-c).

Platon traite ensuite de l'éducation (643 d) et des banquets. Mégillos énumère les différents types de vertus pratiquées dans sa cité. Après les repas en commun (syssities), la pratique de la gymnastique et la chasse, il cite « l'endurance à la douleur ». Parmi les exercices destinés à l'acquérir, il évoque les rixes, la fête religieuse des Gymnopédies et la kryptie : « Il y a aussi ce qu'on appelle la kryptie, exercice prodigieusement pénible et propre à donner de l'endurance, et l'habitude d'aller nu-pieds et de coucher sans couverture en hiver, celle de se servir soi-même sans recourir à des esclaves, d'errer la nuit comme le jour à travers tout le pays. »
Les gymnopédies n'étaient pas que des festivités religieuses. Le Spartiate Mégillos les appelle un « redoutable endurcissement (…), de redoutables exercices d'endurance où il faut résister à la violence de la canicule ». Mégillos se borne à souligner la difficulté de l'épreuve, sans entrer davantage dans ses caractéristiques (durée, public concerné, etc.). Rien n'interdit d'en déduire que la kryptie est un exercice obligatoire pour tous les jeunes gens, à l'instar du service militaire moderne. Cela paraît néanmoins peu probable, car Xénophon ne l'évoque pas. À propos des vertus que favorisent cette gymnastique et ces syssities, Platon dénonce l’intempérance dans le plaisir (ἀκράτειαν ἡδονῆς) et la perversion des « plaisirs normaux de l’amour », ajoutant : « De ces déviations, vos cités seront les premières à porter la responsabilité, en compagnie de toutes celles qui s’adonnent le plus à la gymnastique » (636 b–c). 
Voir aussi : Le Mythe des marionnettes.
Citations de l’Odyssée, d'Homère : « ...de ce roi Minos, que le grand Zeus, tous les neuf ans, prenait pour confident ». Tyrtée est cité, et plusieurs fois paraphrasé : « fût-il le plus riche des hommes ».

### Livre II: L'éducation est«éclosion initiale d'un mérite moral chez l'enfant»
L'éclosion consiste en la musique et la gymnastique ; beauté, santé, vigueur et richesses sont des maux pour le mal (653 b). 
Tyrtée est cité, et plusieurs fois paraphrasé : « plus riches que ne le furent Cinyras et Midas ». Orphée est cité également : « Le délicieux plaisir est en son printemps ».

### Livre III: Les régimes politiques
Une vie sans tort, une âme sans souillure est synonyme de philosophie et de la vie ou la mort d'un philosophe, quand bien même ne saurait-il ni lire ni écrire ou nager (689). Les régimes politiques se succèdent selon des étapes sociales (premières communautés isolées, regroupements, invasions, histoire des constitutions (677). On connaît le gouvernement autocratique chez les Perses (694 b), la démocratie chez les Athéniens (698 a), le mélange de monarchie et de démocratie chez les Lacédémoniens.
Après avoir exposé les différentes sortes de gouvernement, Platon propose dans La République et Les Lois une éducation collective dans le but de former des citoyens où la Cité remplace les parents. L’éducation consistait à « mettre la science dans l’âme » selon le sens commun, d’après Platon à élever l’âme vers le bien, le beau et la justice. Ceci est clairement expliqué au livre III de La République (401 d- 402 c) : « On ne saurait mieux les élever, dit-il. N’est-ce donc pas, Glaucon, repris-je, que l’éducation musicale est souveraine parce que le rythme et l’harmonie ont au plus haut point le pouvoir de pénétrer dans l’âme et de la toucher fortement, apportant avec eux la grâce et la conférant, si l’on a été bien élevé, sinon le contraire. Et aussi parce que le jeune homme à qui elle est donnée comme il convient sent très vivement l’imperfection et la laideur dans les ouvrages de l’art ou de la nature, et en éprouve justement du déplaisir ? Il loue les belles choses, les reçoit joyeusement dans son âme pour en faire sa nourriture, et devient ainsi noble et bon ; au contraire, il blâme justement les choses laides, les hait dès l’enfance, avant que la raison lui soit venue, et quand la raison lui vient, il l’accueille avec tendresse et la reconnaît comme une parente d’autant mieux que son éducation l’y a préparé. - Il me semble en effet, dit-il, que ce sont là les avantages que l’on attend de l’éducation par la musique. - Je repris : À l’époque où nous apprenions les lettres nous n’estimions les savoirs suffisamment que lorsque leurs éléments, en petit nombre, mais dispersés dans tous les mots, ne nous échappaient plus, et que, ni dans un petit mot ni dans un grand, nous ne les négligions, comme inutiles à noter ; alors, au contraire, nous nous appliquions à les distinguer, persuadés qu’il n’y avait pas d’autre moyen d’apprendre à lire. - C’est vrai. - Il est vrai également que nous ne reconnaîtrons pas les images des lettres, reflétées dans l’eau ou dans un miroir, avant de connaître les lettres elles-mêmes, car tout cela est l’objet du même art et de la même étude. - Très certainement. - Eh bien ! je dis de même, par les dieux, que nous ne serons pas musiciens, nous ni les gardiens que nous prétendons élever, avant de savoir reconnaître les formes de la tempérance, du courage, de la générosité, de la grandeur d’âme, des vertus leurs sœurs et des vices contraires, partout où elles sont dispersées ; avant de percevoir leur présence là où elles se trouvent, elles ou leurs images, sans en négliger aucune, ni dans les petites choses ni dans les grandes, persuadés qu’elles sont l’objet du même art et de la même étude. »
Citations de l’Odyssée, d'Homère :
 « Ceux-là n'ont pas d'assemblées délibérantes ni de règlements
 
Mais ils habitent les cimes de hautes montagnes
 
Au creux des cavernes, et chacun régit
 
Ses enfants et ses femmes, sans souci du voisin. »

### Livre IV: Sur ceux qui font les lois
« La Divinité avec Hasard et Occasion » (709 b) : Platon raconte le mythe de l’Âge d'or, sous Cronos (713 a).
La justice est l'unique valeur d'une cité. Le citoyen a des devoirs envers la divinité (716 c). « C'est la divinité qui doit être la mesure de toutes choses » (716 c-d) (allusion à la formule du sophiste Protagoras, qui est ici réfutée).
Citation d'Hésiode, Les Travaux et les Jours : Devant la vertu, « les Dieux immortels ont mis la sueur ;
 Le sentier qui y mène est long, escarpé
 
Et raboteux dès l'abord ; mais lorsqu'on est parvenu au haut,
 
Il devient aisé, de rude qu'il était auparavant. ».
Il est fait allusion aussi aux poètes Chérémon et Alcman, à Protagoras et à la tradition orphique.

### Livre V: La hiérarchie des devoirs
Rien ne vaut ni n’a plus de valeur que l’excellence (728), et la parole peut exposer aux pires châtiments, humains comme divins, et la vérité est principe de tout bien, pour les dieux comme pour les hommes (730). Il y a les devoirs envers soi-même (l’âme, les biens de fortune) et les devoirs envers les autres (ses enfants, ses concitoyens). Il faut légiférer (734 e) : répartir les terres en 5 040 foyers (738 e), ne pas changer les traditions religieuses (738 c), faire circuler une monnaie (742 a), entre autres. 

### Livre VI: Les Gardiens-des-Lois
Il faut choisir les 37 Gardiens-des-Lois, qui veilleront sur la Cité (751 a). Un Conseil de 360 bouleutes (756 c), une commission permanente, les Prytanes ; des édiles, des inspecteurs du marché (763 e), des places publiques, des fonctionnaires de l’éducation (764 d), des tribunaux (766 d) veilleront aussi. La législation traitera de la formation des Gardiens-des-Lois (769 a), des cadres de l’État (771 a), du mariage (obligatoire, de 25 à 35 ans) (772 d), de l'esclavage (776 b), des bâtiments et voirie (778 a). La législation domestique examinera la condition sociale de la femme (781 b) pour créer des syssities de femmes, la procréation (784 d), l'adultère, l'état civil. Platon préconise une lenteur dans la justice, qui n'est pas sans rappeler la remarque de Socrate, qui souligne plusieurs fois lors de son procès qu'il a peu de temps, soit à cause du temps de parole qu'impose la clepsydre, soit à cause du temps de délibération des Onze,.
À partir de 746 b, on doit une révision aux travaux du savant byzantin Aréthas de Césarée, et le passage 783 b2-d4 n'est pas présent dans tous les manuscrits. Luc Brisson et Jean-François Pradeau sont d'accord pour penser qu'il s'agit d'un métadiscours ou encore une note de cours de Platon ou Philippe d'Oponte, rapportée par un savant du Xe siècle. D’après Olympiodore le Jeune, Philippe d'Oponte est le rédacteur des Lois.

### Livre VII: La pédagogie intervient très tôt
Elle recommande les promenades et la lutte contre la peur jusqu'à 3 ans (788 d), les jeux et la correction sans humiliation jusqu'à 6 ans, la séparation entre garçons et filles à 7 ans (794 c), l'ambidextrie (794 e). Platon aborde l'instruction physique, (gymnastique et danse (795 d) ; l'objectif de la lutte est de développer souplesse, force et santé, c'est pourquoi la tricherie est interdite en lutte (796). Il aborde, sur l'instruction intellectuelle et morale, les jeux enfantins ainsi que sur la poésie (801 a) et la musique (802 d). Il légifère sur la vie quotidienne (806 d). C'est à l'État de prescrire les idées à enseigner (811 b). Platon termine ce livre en abordant l'étude des sciences : nécessité divine des mathématiques (818 a) et de l'astronomie (821 a).
Citations de l’'Odyssée, d'Homère : « Télémaque, tu trouveras toi-même en ton esprit une partie de ce qu'il faut dire ; un génie t'inspirera le reste ; car les dieux, que je sache, ne t'ont pas empêché de naître et de grandir. ». 
Simonide de Céos : « Contre nécessité on n'a jamais vu tenir tête même une divinité. ».

### Livre VIII
Il convient de réglementer les fêtes (828 a), les concours (832 e), la sexualité (condamnation de la pédophilie par l'exemple de Laïos et Chrysippe, 835 c), l'agriculture (842 c), les transports (846 a), l'industrie (846 d), le commerce (847 b), l'économie mercantile (849 a), ainsi que la condition du métèque (850 a).

### Livre IX: Le Droit Criminel
L’homme n’a pas de disposition naturelle à reconnaître la justice, les lois lui sont dès lors indispensables, et vivre sans lois auxquelles obéir le ramène à l’état d’animal sauvage (875 a).
Platon aborde le droit criminel (853 a), à savoir :
- Les crimes contre la religion (sacrilège)
- Les crimes contre l'État (sédition, haute trahison)
- La concussion et le vol.

Il condamne le délinquant dans ses trois cas à l’exil, jusqu'à ce que lui soit revenue la raison. Le crime contre les dieux, les crimes contre la Cité et les crimes contre les parents seront jugés incurables, parce que c’est dans la qualité de son éducation depuis l'enfance que réside la perversité : ce dernier est puni de mort, et la punition doit servir d’exemple. Un voleur sacrilège est puni de mort : le pilleur de temples est donné en exemple (860 b). Platon élabore des principes de droit pénal (857 b), dit que les conseils du législateur doivent porter sur le beau, le bien et le juste. Toute action juste participe du beau à la même mesure qu'elle participe du juste, et l'auteur d'un service malhonnête est coupable d'injustice. L'ignorance est soit simple, soit double : on la dit simple quand elle est due à l'ignorance ; elle est dite double lorsque l'on a cru tout savoir de ce dont on ne sait rien et que l'on s'est cru sage sans l’avoir été. Il examine la criminalité, et ses facteurs psychologiques, cause de trois espèces de fautes :
- La colère (θυμός)[note 6] et la peur (φόβος),
- Le plaisir et la convoitise
- L'aberration (ou abandon) de l’espérance et de l'opinion relativement au bien, ἀγαθῶν véritable (ἐλπίδων δὲ καὶ δόξης τῆς ἀληθοῦς περὶ τὸ ἄριστον ἔφεσις).

Ces fautes sont elles-mêmes de deux espèces : les actes par violence et les actes par tromperie ou en secret. Deux sortes de meurtres sont également reconnus : les meurtres avec préméditation, cas où un jugement sera plus sévère, et les meurtres sans préméditation, où la peine sera plus douce : Dans le premier cas, le coupable sera puni de trois ans d'exil, et dans l'autre de deux ans d’exil. Au retour de l'exil, c'est à douze de leurs proches de juger s'il faut accorder le retour ou pas.
Concernant le meurtre d’esclaves, plusieurs cas sont envisagés : l'esclave qui se laisse porter par la colère est puni de mort. Tuer un de ses propres esclaves est un crime dont l'auteur doit se purifier, de même pour celui qui tue l'esclave d'autrui (les esclaves peuvent être loués selon les compétences, moyennant un montant de location). Théophraste dans Les Caractères montre un homme mettant en doute la qualité de l'achat d'un esclave comme n'importe quelle marchandise, puis un autre qui loue un esclave au lieu d'acheter une servante. Un esclave doit mourir s'il tue un homme libre (en grec ancien : ἐλεύθερος). Livré à la famille du défunt, c'est elle qui décide de la manière dont il doit mourir.
Le meurtre d'enfant demande purification et exil de trois ans, et dissocie le coupable de sa famille ; séparés, ils sont interdits de tout rapport, et ce, quelle que soit l'occasion.
Concernant le fratricide et le meurtre d'un conjoint, ils sont punis de mort, après purification si l'accusé reconnaît sa culpabilité (868 e).
Le parricide est soumis aux mêmes purifications et au même exil que les parents meurtriers de leurs enfants (869). Sera à nouveau pur quiconque aura été absout par le parent avant de mourir ; une fois absout verbalement, celui qui a commis le meurtre devra être purifié comme ceux qui ont commis un homicide involontaire, puis il sera déclaré pur.
Meurtre au combat et meurtre d'un voleur : en temps de guerre, le fratricide qui tuerait son frère ou sa sœur en le prenant pour un ennemi, est acquitté. Le meurtre par erreur lors d'autodéfense est acquitté également (869 d). Le meurtrier d'un violeur, ainsi que celui d'un voleur après effraction est acquitté également (874 c-d).
Le jugement des suicidés est laissé aux dieux, mais ils seront enterrés, avec interdiction de retrouver la tombe commune. Le jugement des morts accidentelles et inopinées sera laissé aux dieux.
Platon, dans le Livre IX, définit et rappelle ce qu'est le « caractère » : ce qui s'appelle χαρακτήρ est la marque des esclaves. Puis il dit que lorsque l'on aura pris un homme en train de piller un temple, qu'il soit esclave ou étranger, « on lui marquera sur le visage et sur les mains la marque de son crime » (854 d-e), expliquant par là également pourquoi chaque portrait de Théophraste est celui d'un défaut. Les égards sont dus aux aînés : aucune provocation ni aucune bagarre ne sera permise avec aucun aîné, sous peine d'accusation de rusticité, et d'emprisonnement d'un an au moins ; les étrangers reconnus coupables sont emprisonnés trois ans au moins (davantage si le tribunal le requiert). La non-assistance à personne en danger sera punie d'une amende allant de 20 drachmes à une mine (880 d). Si un esclave est pris en délit de non-assistance à personne en danger, il sera puni de 100 coups de fouet.

### Livre X: Contre l’incroyance
Le sens des Lois est un avertissement préalable général aux impies. Platon examine les formes de l'asébie (885 a):
- Les erreurs par insolences et par débordements de la jeunesse
- Les violences aux cultes privés et tombeaux
- Les violences contre les parents.

Vient ensuite un examen des causes d'asébie : croire que les dieux n'existent pas, que les dieux sont indifférents aux choses humaines, qu’on peut corrompre les dieux par des présents (885 b, 899 d, 905 d). Croire que les dieux ne s’occupent pas des affaires humaines mais qu'ils existent est une erreur contre le divin (885 b).
La seule définition donnée par Platon est celle-ci : l’âme est « un mouvement qui se meut soi-même » (896 a). Platon réfute les incrédules : primauté de l'âme (892 a), principe du mouvement (894 d), âme du monde (896 c), divinité des astres (898 d). Platon interdit le culte privé (909 d). Pour Platon, l'âme définit l’homme : l’âme est déchue, elle est tombée dans le corps alors qu’elle accompagnait les dieux dans le monde des Idées. « Le Soleil, la Lune, les autres astres, l’âme mène la ronde de toutes choses… L’âme qui mène le Soleil… Tout est plein de dieux… » (899 b) : cette formule est de Thalès de Milet, et se retrouve dans l’Épinomis (991 d) et dans le Traité sur l'âme d'Aristote. Il existe une Providence (903 b). 
Les éléments par lesquels l’essence de la pensée, la substance, est distinguée sont : la réalité, la définition de cette réalité, et son nom.
L’âme est principe de mouvement, selon Platon, et est « le mouvement capable de se mouvoir par lui-même » (896 a-b). Celui qui réfute le principe de l'âme (comme principe de toute chose) en réfute les conséquences, et celui-là qui nie que les dieux ont souci des affaires des humains et accepte leur existence, se contredit.
Le caractère et les actes dépendent du désir et de la qualité d'âme. Sont taxés de négligence ceux qui admettent l'existence des dieux, mais les voient comme corruptibles ou insouciants des choses de peu d’importance. Les coupables seront punis d'emprisonnement dans l'une des trois prisons prévues à cet effet :
- La première est sur la place publique : là se trouveront la plupart des prisonniers et délinquants.
- Dans la deuxième se trouveront ceux qui ont agi sans méchanceté naturelle, mais par déraison ; Platon l’appelle « sophronistérion » : elle permet la rééducation du coupable à la droite raison.
- La troisième est la prison des indignes.

Il y a donc une prison par cause d'impiété ; les récidivistes sont punis de mort.
La Théogonie, d'Hésiode est évoquée (901 a) :
« Lorsque, dans leurs ruches couronnées de toîts, les abeilles nourrissent les frelons, qui ne participent qu'au mal, depuis le lever du jour jusqu'au soleil couchant, ces actives ouvrières composent leurs blanches cellules, tandis que renfermés au fond de leur demeure, les lâches frelons dévorent le fruit d'un travail étranger. »
L'Odyssée d'Homère est citée en 904 e : « Telle est la sentence des dieux de l'Olympe. » Un vers de l’Odyssée d'Homère est évoqué en 906 e :
« Les Dieux eux-mêmes sont exorables, bien qu’ils n’aient point d’égaux en vertu, en honneurs et en puissance ; et les hommes les fléchissent cependant par les prières, par les vœux, par les libations et par l’odeur des sacrifices, quand ils les ont offensés en leur désobéissant. »

### Livre XI: Droit civil et commercial
Platon classe les biens vivants (esclave, affranchi, animal) et les biens matériels (ventes, fraudes, testaments etc., 913 a).
Au regard de la Cité, l’affranchi est loin d’être l’égal d’un citoyen de naissance. L'esclave qui dénonce un vol sera affranchi, et son ancien maître se verra verser le prix de l'esclave par la Cité. Cependant, l'esclave n'est pas totalement libéré de son statut, et reste soumis à des obligations (915 a-c) :
- Présentation trois fois par mois au domicile de l’ancien maître,
- Interdiction de devenir plus riche que l’ancien maître, à qui il sera redevable de la différence
- Retour à l'état d'esclave si l'ancien maître l'exige, ou si l'esclave n'obéit pas à l'un des deux règles précédentes
- L’esclave n'a pas le droit au mariage sans l'assentiment de son ancien maître

Cependant, l'esclave n'a pas le droit de propriété sur ce qu'il trouve, et est placé sous la surveillance de la déesse Hécate, qui veille sur les chemins. De surcroît, il paiera dix fois la valeur de ce qu'il trouve si le propriétaire se manifeste. Dans le cas d'un animal, après jugement, s'il est reconnu coupable, l'esclave devra payer les frais de nourriture à l'animal pendant la durée du procès (3 jours). Aucune législation n'est prévue pour le paiement d'un eranos ; le remboursement se fera entre les deux personnes concernées, sans intervention des lois. Les contrefacteurs sont punis d'un coup de fouet par drachme que vaut la marchandise (917 e).
Les orphelins sont confiés aux Gardiens-des-Lois (926 e), qui seront également surveillants des tuteurs s'il s'avère qu'il en faut. Qu'il y ait testament ou pas, les orphelins qui ont de la famille en cas de besoin de tutelle seront pris en charge par deux proches du côté maternel et deux proches du côté paternel, et un ami personnel du défunt. Si les ayants droit ne sont que des filles, elles seront mariées à un frère de la branche paternelle, à qui reviendra l'héritage prévu. Celui qui jugera mauvais son tuteur aura cinq ans pour se retourner contre lui, à partir de sa sortie de tutelle. Si un époux ou une épouse trompe l'autre membre du couple avec un esclave, l'enfant qui naîtra du couple sera expulsé du territoire (la femme par les surveillantes du mariage, l'homme par les Gardiens-des-Lois (930 b). Des obligations légales de l'enfant envers les parents et les aïeux (930 e-932), Platon exige une dénonciation, car « telle est la sentence des dieux de l'Olympe » : quel que soit le méfait, la dénonciation est préconisée et parfois même rendue obligatoire par les lois, ou encore récompensée ; les esclaves qui dénonceront les maltraitances faites aux aïeux seront affranchis et protégés de toutes représailles par décision des magistrats. Si le dénonciateur n'appartient ni à l'agresseur, ni à l'agressé, sa liberté sera payée à son maître par la Cité. Les empoisonnements et maléfices commis par un professionnel (médecin ou devin) seront punis de mort (932 d-e) - ou d'une amende si le prévenu est un simple citoyen déclaré coupable. Les amendes contre ceux qui laissent paraître en public les fous de leur famille vont de cent drachmes à une mine (934 d) ; la mendicité est interdite, et les mendiants bannis (936 b). Platon est favorable à la proportionnalité et à l'individualisation des peines (933 e) ; les faux témoignages seront punis de mort s'ils se produisent trois fois ; il en ira de même pour ceux qui intentent un procès par impudence, ou par intérêt personnel.

### Livre XII
Platon évoque la seule visée de toutes les lois, à savoir la vertu : l'unité de la vertu (963 a) constitue le thème moral par excellence ; l'Un et le Multiple (965 b) est le thème métaphysique par excellence ; les Idées (966 a) sont une théorie philosophique ; enfin la divinité des astres (966 c) est une théorie théologique.
Personne ne reste sans chef ; c'est ce que Platon exprime au sujet de la législation militaire (942 a), et également d'un point de vue général.
Platon prône des magistrats contrôleurs, vérificateurs et observateurs : ils seront âgés d'au moins cinquante ans et auront une carrière jusqu'à soixante ans maximum ; ils maintiendront l'ordre (943-945 b), tant pour corriger un militaire par ses collègues après avoir désobéi en temps de guerre, que pour dénoncer le particulier fautif en temps de paix. Il aborde ensuite l'administration de la justice (948 b), les relations internationales (949 e et 941 a, où l'ambassadeur qui se détournera de son objectif premier est jugé au cas par cas, mais puni au moins d'une amende pour impiété envers Zeus, qui a inspiré la mission, et Hermès, dieu des voyageurs). Le coupable de lâcheté, celui qui manque de force morale face au danger, sera mis à l'écart de la société, et paiera une amende. L'ambassadeur est la seule personne qui pourra quitter la cité pour l'étranger, et sera quelqu'un d'au moins quarante ans ; aucun voyage à titre privé n'est permis. L'ambassadeur qui vient d'une autre cité est reçu, invité aux frais de la cité.
Organisation du Conseil Nocturne (952 d) : Composé de prêtres, de gardiens-de-la-loi, de directeurs de l'éducation, d'acolytes, le Conseil a pour fonction d'être vigilant sur ce qui peut améliorer les lois et de faire la synthèse (961 d).
La Loi est l'expression du « Noûs » (νοῦς), l'intellect, Platon rattachant νόμος à νοῦς (957 c).
Platon revient sur divers délits : pour les vols, les enquêteurs devront entrer avec une tunique sans ceinture sinon ni, après avoir prêté serment de ne pas opérer la fouille dans son propre intérêt[pas clair]. Celui qui refuse la perquisition de son accusateur sera poursuivi devant le tribunal, et puni de deux fois le montant de l'objet de la perquisition. La prescription, exceptions faite des problèmes de maisons ou de terrains, jugés inaliénables, a lieu après un an. Lors d'un vol sans preuves, si le bien est utilisé en ville, la prescription est d'un an, cinq ans s'il est utilisé en campagne, dix ans s'il est utilisé dans la maison du voleur ; aucune prescription n'est prévue si le bien est utilisé à l'étranger. Les particuliers qui recueillent chez eux un exilé seront punis de mort ; il en va de même pour les instigateurs d'émeutes ou semeurs de troubles : ils seront punis de mort. Les préposés aux services publics doivent refuser tout présent, quelle qu'en soit la forme, sinon ils sont condamnés à mort pour suspicion, recel, corruption de fonctionnaires (955). Il propose des lois sur les offrandes aux dieux (956 a) : dans les temples publics, seuls sont autorisés des présents d'une seule pièce, en ceci compris les statuettes (uniquement en bois, en tissu obligatoirement blanc, ou en pierre). Les offrandes seront des oiseaux ou des images divines auxquelles les heures consacrées par le peintre ne dépasseront pas une journée. Il a déjà été question des pompes funèbres, mais Platon rappelle qu'aucune tombe ne pourra se trouver en terrain labourable (958 d), et rappelle que les gardiens de la loi sont observateurs du déroulement des enterrements. La stèle de pierre et le monticule de pierre sont permis et réglementés : la stèle ne pourra comporter plus de quatre vers. Les pleurs sont autorisés, les lamentations seront interdites. 
La communauté est isolée ou volontairement coupée du monde : toute relation inter-étatique rend en effet le conflit ou la discorde possibles. Aussi, maintenir un État en paix impliquerait de l'exclure du reste du monde politique. Cette volonté d'exclusion est en particulier formulée dans Les Lois de Platon. Pour préserver la cité idéale, il convient de limiter considérablement les échanges extérieurs : « C'est pourquoi la cité platonicienne entretiendra, par un « noble mensonge », le mythe de l'autochtonie, ou d'une différence de nature entre ses citoyens et les autres hommes, elle sera loin de la mer, découragera les voyages et les contacts avec l'étranger, réservés aux ambassadeurs et aux philosophes ». 
Sur l'intellect, Platon évoque Anaxagore (967 b), qui soutint que le chaos primitif avait été mis en ordre par l'Intellect.

## Modernité de l’œuvre
L'égalité entre les sexes, la nécessité de l'instruction sans pour autant qu'elle ait l'apparence d'une contrainte témoignent de la modernité qu'incarne l’œuvre de Platon. Toutefois le caractère autoritaire de la Cité idéale que peint Platon peut se dresser comme un obstacle, une remise en cause partielle de cette modernité. L'idée d'une organisation harmonieuse de la société remonte à la haute Antiquité. Des ancêtres lointains et indirects du socialisme - bien que l'emploi du mot soit très anachronique - comme du communisme dans son sens premier de société sans propriété privée, se trouvent sur plusieurs continents : en Grèce chez Platon, qui imagine dans La République et Les Lois des modes idéaux d'organisation de la cité (Platon ne prône pas l'égalité sociale - sa cité idéale de La République étant au contraire strictement hiérarchisée - mais l'harmonie. Au sein de l'élite sociale envisagée par Platon règnerait une communauté absolue de biens matériels).

### Éditions
- Platon (trad. du grec ancien par Édouard des Places, préf. Auguste Diès et Louis Gernet), Œuvres complètes : Les Lois (Livres I - II), t. XI (1re partie), Paris, Les Belles Lettres, coll. « Collection des Universités de France », 1951, 300 p., p.V à CCXXI : Introduction.  (Édition de référence)
- Platon (trad. du grec ancien par Édouard des Places, S.J.), Œuvres complètes : Les Lois (Livres III - VI), t. XI (2e partie), Les Belles Lettres, coll. « Collection des Universités de France », 1965 (1re éd. 1951), 157 p.
- Platon (trad. du grec ancien par Auguste Diès), Œuvres complètes : Les Lois (Livres VII - X), t. XII (1re partie), Les Belles Lettres, coll. « Collection des Universités de France », 1956, 190 p.
- Platon (trad. du grec ancien par Auguste Diès), Œuvres complètes : Les Lois (Livres XI - XII) ; Epinomis, t. XII (2e partie), Les Belles Lettres, coll. « Collection des Universités de France », 1956, 166 p.
- Platon (trad. du grec ancien par Léon Robin et Joseph Moreau), Œuvres complètes, t. I et II, Gallimard, coll. « La Pléiade », 2019 (1re éd. 1940 et 1943), 3152 p. (ISBN 978-2072838200)
- Luc Brisson (dir.) (trad. du grec ancien par Jean-François Pradeau et Luc Brisson), Platon, Œuvres complètes, Éditions Flammarion, 2008 (1re éd. 2006), 2204 p. (ISBN 978-2-0812-1810-9, présentation en ligne)
- Luc Brisson (dir.) (trad. du grec ancien par Jean-François Pradeau), Les Lois : Livres I à VI, vol. 1059, Flammarion (1re éd. 2006) (ISBN 978-2-08-071059-8)

### Ouvrages généraux
- Philippe Raynaud (dir.) et Stéphane Rials, Dictionnaire de philosophie politique, Presses Universitaires de France, coll. « Quadrige », 2006 (1re éd. 2003), 900 p.

### Études
Authenticité des Lois
- Édouard des Places, S.J., « L'authenticité des Lois et de l'Épinomis », L'antiquité classique, t. 21, no 2,‎ 1952, p. 376-383 (lire en ligne)

Loi et justice
- Hayden W. Ausland, « La “seconde navigation” dans la philosophie politique de Platon », Revue Française d'Histoire des Idées Politiques, vol. 2, no 16,‎ 2002, p. 275-293 (lire en ligne)
- Jean-Marie Bertrand, De l’écriture à l’oralité : Lectures des Lois de Platon, Paris, Publications de La Sorbonne, 1999, 470 p. (présentation en ligne)
- Luc Brisson, Jean-Marie Bertrand et Jean-François Pradeau, « Sur les Lois de Platon : Présentation », Cahiers du Centre Gustave Glotz, no 11,‎ 2000, p. 7-8 (lire en ligne, consulté le 5 novembre 2020)
- Owen Goldin (en), « Qu'est-ce qu'une loi dans les Lois ? », Revue Française d'Histoire des Idées Politiques, vol. 2, no 16,‎ 2002, p. 247-258 (lire en ligne)
- André Laks, Médiation et coercition : Pour une lecture des Lois de Platon, Lille, Presses Universitaires du Septentrion, 2005, 200 p. (ISBN 978-2859399399, lire en ligne).
- Létitia Mouze, « Que dit le législateur des Lois de Platon ? », Cahiers des études anciennes, vol. LVII,‎ 2020, p. 61-75 (lire en ligne)
- (de) Gerhard Müller, Studien zu den Platonischen Nomoi, Munich, C. H. Beck, coll. « Zetemata III », 1951, 194 p. (présentation en ligne).
- Christopher Rowe (en), « Socrate, les lois et les Lois », Revue Française d'Histoire des Idées Politiques, vol. 2, no 16,‎ 2002, p. 259-273 (lire en ligne)
- Richard F. Stalley, « La justice dans les Lois de Platon », Revue Française d'Histoire des Idées Politiques, vol. 2, no 16,‎ 2002, p. 229-246 (lire en ligne)
- Léo Strauss (trad. Olivier Berrichon-Sedeyn), Argument et action des Lois de Platon, Paris, Librairie philosophique J. Vrin, 2000 (1re éd. 1990), 254 p. (ISBN 978-2711610211, présentation en ligne)
- Maurice Vanhoutte, La philosophie politique de Platon dans « Les Lois », Louvain, E. Nauwelaerts, coll. « Bibliothèque philosophique de Louvain », 1954, 466 p. (présentation en ligne, lire en ligne)
- Paul Veyne, « Critique d'une systématisation : les Lois de Platon et la réalité », Annales, Économies, Sociétés, Civilisations, vol. 37ᵉ année, nos 5-6,‎ 1982, p. 883-908 (lire en ligne)

Constitution spartiate
- Jean Ducat, « Platon, « Petite histoire de la constitution spartiate », Lois III, 691 d-692 c », Ktèma : civilisations de l'Orient, de la Grèce et de Rome antiques, no 41,‎ 2016, p. 331-341 (lire en ligne)

Économie et citoyenneté
- Djibril Agne, « La notion de changement politique dans La République et dans Les Lois », Dialogues d'histoire ancienne, vol. 21, no 2,‎ 1995, p. 13-25 (lire en ligne)
- Jean-Marie Bertrand, « Le citoyen des cités platoniciennes », Cahiers du Centre Gustave Glotz, no 11,‎ 2000, p. 37-55 (lire en ligne, consulté le 5 novembre 2020).
- Yves Charbit, « Migration et colonisation dans la pensée de Platon », Revue européenne des migrations internationales, vol. 17, no 3,‎ 2001, p. 199-210 (lire en ligne)
- Yves Charbit, « La cité platonicienne : histoire et utopie », Population, vol. 57ᵉ année, no 2,‎ 2002, p. 231-260 (lire en ligne)
- Wolfgang Drechsler, « Les Lois de Platon, Fondement de l'économie du droit », Revue Française d'Histoire des Idées Politiques, no 16,‎ 2e semestre 2002, p. 399-410 (lire en ligne)
- Alain Fouchard, « Le statut des agriculteurs dans la cité grecque idéale au IVe siècle av. J.-C. », Revue des études grecques, t. 106, nos 504-505,‎ 1993, p. 61-81 (lire en ligne)
- Francisco Leonardo Lisi, « La pensée historique de Platon dans les Lois », Cahiers du Centre Gustave Glotz, no 11,‎ 2000, p. 9-23 (lire en ligne, consulté le 5 novembre 2020).
- Susan Sauvé Meyer, « Les dangers moraux du travail et du commerce dans les Lois de Platon », Revue Française d'Histoire des Idées Politiques, vol. 2, no 16,‎ 2002, p. 387-397 (lire en ligne)
- Marcel Piérart, Platon et la cité grecque : Théorie et réalité dans la constitution des Lois, Paris, Les Belles Lettres, 2008 (1re éd. 1974), 577 p. (ISBN 978-2251181073)
- Jean-François Pradeau, « L'économie politique des Lois. Remarques sur l'institution des Κλῆροι », Cahiers du Centre Gustave Glotz, no 11,‎ 2000, p. 25-36 (lire en ligne, consulté le 5 novembre 2020).
- Gerasimos Santas, « Légalité, justice et femmes dans la République et les Lois de Platon », Revue Française d'Histoire des Idées Politiques, vol. 2, no 16,‎ 2002, p. 309-330 (lire en ligne)
- Bernard Suzanne, Le philosophe retrouvé : Une (autre) lecture des dialogues de Platon, 1993 (lire en ligne [PDF]), p. 1-26

Éthique, éducation et vertu
- Djibril Agne, « Les verbes περιπατεῖν et φέρειν dans le Livre VII des Lois de Platon : la promenade et le portage dans la formation du jeune enfant », Dialogues d'histoire ancienne, vol. 38, no 1,‎ 2012, p. 37-51 (lire en ligne)
- (en) Christopher Bobonich, Plato's utopia recast : His later ethics and politics, Oxford, Clarendon Press, 2002, 644 p. (présentation en ligne)
- Luc Brisson, « Les magistratures non judiciaires dans les Lois », Cahiers du Centre Gustave Glotz, no 11,‎ 2000, p. 85-101 (lire en ligne)
- Benoît Castelnérac, « Évolution de l’humanité et éducation au livre III des Lois de Platon », Revue Philosophique de Louvain, vol. Troisième série, t. 106, no 4,‎ 2008, p. 695-721 (lire en ligne)
- Jean Ducat, « Le catalogue des "endurcissements" spartiates dans les Lois de Platon (I, 633 b-c) », Ktèma : Civilisations de l'Orient, de la Grèce et de Rome antiques, no 34,‎ 2009, p. 421-441 (lire en ligne)
- Nicolas Grimaldi, « Le Statut de l'Art chez Platon », Revue des Études Grecques, t. 93, nos 440-441,‎ janvier-juin 1980, p. 25-41 (lire en ligne)
- Laetitia Monteils-Laeng, « Danser, ordonner, contrôler. La choreia dans les Lois de Platon », Théologiques, vol. 25, no 1,‎ 2017, p. 39-54 (lire en ligne)
- Létitia Mouze, « Éducation et politique dans les Lois », Cahiers du Centre Gustave Glotz, no 11,‎ 2000, p. 57-69 (lire en ligne)
- Emmanuelle Jouët-Pastré, « Jeu et éducation dans les Lois », Cahiers du Centre Gustave Glotz, no 11,‎ 2000, p. 71-84 (lire en ligne)

Religion et métaphysique
- Maurice Corvez, « Le Dieu de Platon », Revue Philosophique de Louvain, vol. Troisième série, t. 65, no 85,‎ 1967, p. 5-35 (lire en ligne)
- David Engels, « “Dieu est la vraie mesure de toute chose...” Platon et le culte grec traditionnel », Revue de l'histoire des religions, vol. 226, no 4,‎ 2009, p. 547–581 (lire en ligne)
- Paul Kucharski, « Observations sur le mythe des Lois, 903 b-905 d », Bulletin de l'Association Guillaume Budé : Lettres d'humanité, no 13,‎ décembre 1954, p. 31-51 (lire en ligne)
- Aikaterini Lefka, « Religion publique et croyances personnelles : Platon contre Socrate ? », Kernos, no 18,‎ 2005, p. 85-95 (lire en ligne)
- Wauthier De Mahieu, « La doctrine des athées au Xe livre des Lois de Platon », Revue belge de philologie et d'histoire, t. 41, no 1,‎ 1963, p. 5-24 (lire en ligne)
- Wauthier De Mahieu, « La doctrine des athées au Xe livre des Lois de Platon [Étude des sources] », Revue belge de philologie et d'histoire, t. 42, no 1, Antiquité — Oudheid,‎ 1964, p. 16-47 (lire en ligne)
- Clodius Piat, « Dieu, d'après Platon », Revue néo-scolastique, vol. 12ᵉ année, no 46,‎ 1905, p. 194-206 (lire en ligne)
- Clodius Piat, « Dieu, d'après Platon (suite) », Revue néo-scolastique, vol. 12ᵉ année, no 47,‎ 1905, p. 306-315 (lire en ligne)
- Olivier Reverdin, La Religion de la Cité Platonicienne, Paris, E. de Boccard, 1945, 273 p. (présentation en ligne)

Fortune et modernité des Lois
- Sébastien Morlet, « Les législateurs grecs d’après les apologies chrétiennes du IIe s. au Ve s. », Cahiers des études anciennes, vol. LVII,‎ 2020, p. 119-131 (lire en ligne)
- Peter Simpson, « Les Lois de Platon entre les mains d'Aristote », Revue Française d'Histoire des Idées Politiques, vol. 2, no 16,‎ 2002, p. 295-307 (lire en ligne)
- Ada Neschke-Hentschke (de), « Platon, penseur de la liberté effective. Les utopies modernes et le réalisme platonicien », Études platoniciennes, vol. 9,‎ 2012, p. 83-104 (lire en ligne, consulté le 5 septembre 2021)
- Ada Neschke-Hentschke, Images de Platon et lecture de ses œuvres : Les interprétations de Platon à travers les siècles, Librairie philosophique J. Vrin, 2000 (1re éd. 1997), 444 p. (ISBN 978-90-6831-879-1, présentation en ligne)
- (en) Ada Neschke-Hentschke, Platonisme politique et théorie du droit naturel : Contributions à une archéologie de la culture politique européenne, vol. 2, Peeters Leuven, 2003, 748 p. (ISBN 978-9042913806)